# José Ferreira Neto
José Ferreira Neto, född den 9 september 1966 i Santo Antônio de Posse, Brasilien, är en brasiliansk fotbollsspelare som tog OS-silver i fotbollsturneringen vid de olympiska sommarspelen 1988 i Seoul.